# Neandertalac
Neandertalac je izumrla vrsta roda Homo, srodna suvremenoj ljudskoj vrsti Homo sapiens koja je nastanjivala većinu europskog kontinenta i dio jugozapadne Azije od sjevera Arapskog poluotoka do šire okolice Kaspijskoga mora. 
Neandertalci su populacija praljudi iz srednjega paleolitika, nazvana prema fosilnim ostatcima nađenima 1856. u dolini Neandertal kraj Düsseldorfa, Njemačka. Živjeli su u Europi, na Bliskom istoku i u zapadnoj Aziji između 250 000 i 30 000 god. pr. Kr. Mnogi antropolozi vide u neandertalcima izumrlu pobočnu lozu čovječanstva. Ovisno o mišljenju o njihovoj bliskosti s današnjim ljudima, dio znanstvenika smatra ih podvrstom (Homo sapiens neanderthalensis) unutar vrste Homo sapiens, dok ih drugi izdvajaju kao posebnu vrstu Homo neanderthalensis, što podupiru novija paleogenetička istraživanja.
Imali su nisku i izduženu lubanju, izražene nadočne lukove, zadebljanje na zatiljnoj kosti, izbočen središnji dio lica sa širokom nosnom šupljinom. Donja čeljust nije imala izbočenu bradu, a prsa su bila bačvasta. Bili su snažno građeni, prilagođeni hladnim klimatskim uvjetima. Prosječna visina iznosila im je oko 167 cm, težina oko 80,8 kg, a volumen mozga blizu 1520 cm3. Živjeli su kao lovci i skupljači u gotovo polarnim uvjetima. Alati što su ih izrađivali (šačnici, odbijanci) najčešće pripadaju moustérienskoj kulturi (srednji paleolitik) i ne pokazuju umjetničko izražavanje. Vjerojatno su prvi u povijesti čovječanstva ukapali mrtve, a možda poznavali i kult; postoje pretpostavke i o kanibalizmu. Broj istodobno živećih neandertalaca bio je samo nekoliko tisuća; poneki su doživjeli i do četrdeset godina. Izniman je značaj otkrića neandertalaca na Hušnjakovu brdu u Krapini (Krapinski pračovjek). Važno nalazište kasnih neandertalaca (32 000–33 000 tisuće godina prije Krista) na području Hrvatske je špilja Vindija kraj Varaždina.

## Podjele na klasične i starije neandertalce
Znanstvenici govore o dva temeljna oblika neandertalaca: to su stariji ili preneandertalci i mlađi ili "klasični" neandertalci.
a) Stariji neandertalci. Vremenski pripadaju zadnjem međuledenom dobu. Prethode, dakle, zadnjem ledenom dobu Würmu pa se zovu i predwürmski neandertalci. Njihovi ostaci kostiju, zatim ostaci kostiju životinja kojima su se hranili i oruđa pronađeni su u Europi: u Njemačkoj, Italiji, Slovačkoj (Ganovce) i u Hrvatskoj.
Od nalaza u Hrvatskoj osobito je poznato ono u Krapini (Hrvatsko zagorje) koje je 1899. otkrio i sljedećih godina obradio geolog i paleoantropolog Dragutin Gorjanović-Kramberger (1856-1927). Starost nalaza procijenjena je na otprilike 130 000 godina, a kultura je musterijenska. Ostataka tih praljudi je mnogo i vrlo su fragmentarni. Vjerojatno potječu od barem 80 osoba. Pronađeni su u polupećini u brijegu Hušnjakovo iznad potoka Krapinčice. Najbolje očuvana lubanja ima izražene nadočne lukove, svedeno (iskošeno) čelo, velike zube. To i neke druge značajke upućuju da je možda riječ o razvoju prema grubljim ili klasičnim neandertalcima koji će živjeti u ledeno doba (Würm). Zapaženo je također da su neke kosti namjerno lomljene. To je Gorjanovića i dr. pobudilo na misao da su krapinski praljudi bili ljudožderi. Spomenimo i mnoge šiljke, strugala i drugo kremeno oruđe koje su ti ljudi ostavili. Sav taj dragocjeni nalaz čuva se u Hrvatskome prirodoslovnom muzeju u Zagrebu i UNESCO ga je proglasio spomenikom kulturne baštine čovječanstva nulte kategorije.
b) "Klasični" Neandertalci iz posljednjega ledenoga doba, Würma. To su vrlo poznati, grubi neandertalci iz nalazišta u Neanderthalu kraj Düsseldorfa u Njemačkoj (1856) i iz mnogih drugih do danas pronađeni u Francuskoj, Italiji, Bliskom istoku, pa i u sjevernoj Africi, Španjolskoj i drugdje. Za ovu etapu čovjekova razvoja važno je još jedno nalazište. To je Vindija u Hrvatskom zagorju, nedaleko od Varaždina. Tamo su 1974. pronađeni dosta manjkavi ostaci ljudskih kostiju i oruđa. Na temelju općeg izgleda nadočnog luka i donje čeljusti svrstavaju se u skupinu Homo neanderthalensis, starosti oko 30 000 godina, po nekim značajkama u morfologiji nadočnog luka, nevelikog nosa i dr. upućivali su u evoluciju u suvremeni tip čovjeka što je poslije genetičkim testiranjima odbačeno. 

Osobitu pozornost stručnjaka pobuđuju ostaci neandertalaca koji imaju anatomske prijelazne značajke prema, kako se mislilo, modernom tipu čovjeka. Takvi su nalazi iz raznih dijelova Francuske, pa, kako smo vidjeli, iz Hrvatske (Vindija), zatim s Krima (špilja Kiik-Koba, 1924, sjeveroistočno od Sevastopolja, te oko 1950. Staroselje blizu Jalte). Osobito su zanimljivi nalazi ljudskih lubanja s područja Izraela (Palestine), Iraka, Uzbekistana (poznati grob djeteta u Tešik-Tašu).
U raznim nalazištima možemo se uvjeriti da se miješaju značajke Homo erectusa i neandertalaca, te čovjeka suvremenog tipa i neandertalca.

## Pogrebni običaji
Neandertalac je prvo ljudsko biće koje je svoje mrtve s pijetetom sahranjivalo i tom prilikom povezivalo s kamenjem. Na nekoliko mjesta u Francuskoj i Italiji pokojnik je zaštićen lomljenim kamenom, oblucima ili kamenim pločama. U Regurduu (Francuska) pokojnik je položen na veliku gomilu kamena, pokraj koje je sagrađena kamena konstrukcija za skelet medveda. Ta i nešto jednostavnije konstrukcije u pećini Monte Circheo (Italija) anticipiraju cjelokupnu kasniju pogrebnu arhitekturu u kojoj kamen zadobiva simboličnu vrijednost jer štiti i učvršćuje ono što zaslužuje najveći pijetet i što se smatra najvećom svetinjom.
Mrtvi su sahranjivani u stavu spavača, tj. polagani su na bok, najčešće desni, s povijenim koljenima. U La Ferasiju (Francuska), u grobovima odraslih i djece nađene su brižno oblikovane kamene alatke kao grobni prilozi. Da je ljudskoj glavi ukazivano posebno poštovanje, pokazuju izdvojeno sahranjene lubanje ili običaj d se bazalna strana lubanje proširuje kako bi se izvukao mozak. Zajednica neandertalaca koja je naseljavala Krapinu (Hrvatska) lomila je kosti pokojnika s namjerom da dođe do srži. Ti tragovi kanibalizma upućuju u stvari na ritualno kušanje mesa umrlih srodnika, kakvo je posvjedočeno u mnogim kasnim kulturama, kao i u kulturi današnjih zaostalih zajednica. Kult lubanje i ritualna antropogafija možda su čak bili poznati i H. erectusu, jer na to upućuju činjenice da su ostaci te ljudske vrste najčešće nalaženi u fragmentima. Za kult predaka se vjerojatno vezuje i elipsoidna pločica od mamutovog zuba obojena okerom, koja je nađena u Tati (Mađarska).

## Primjesa neandertalaca u modernih ljudi
Sekvenciranjem genoma neandertalca utvrđeno je da se križao s današnjim čovjekom i otkrivene su zajedničke genetske osobine čovjeka tijekom evolucije, objavila je međunarodna skupina znanstvenika.
Od jedan do četiri posto ljudskog genoma, oko 2 posto gena Homo sapiensa potječe od neandertalaca,  naših najbližih srodnika, koji su se pojavili prije nekih 400.000 godina, a izumrli su prije 30.000 godina. Kako navode istraživači, genetska razmjena dogodila se prije 50.000 do 80.000 godina, kada su prvi Homo sapiensi napustili Afriku - kolijevku čovječanstva - i susreli se s neandertalcima na Bliskom istoku, prije nego što su se raširili po Euroaziji. 
Činjenica da se neandertalski geni javljaju u genomu osoba europskog i azijskog podrijetla, a ne kod Afrikanaca, potvrđuje tu pretpostavku.
Osim toga, nijedan gen Homo sapiensa nije pronađen u genomu neandertalca sekvenciranom na temelju DNK dobivenom iz triju fosiliziranih kostura iz špilje Vindije u Hrvatskoj starih od 38.000 do 44.000 godina. Kosturi su pripadali ženama.